# TomTom

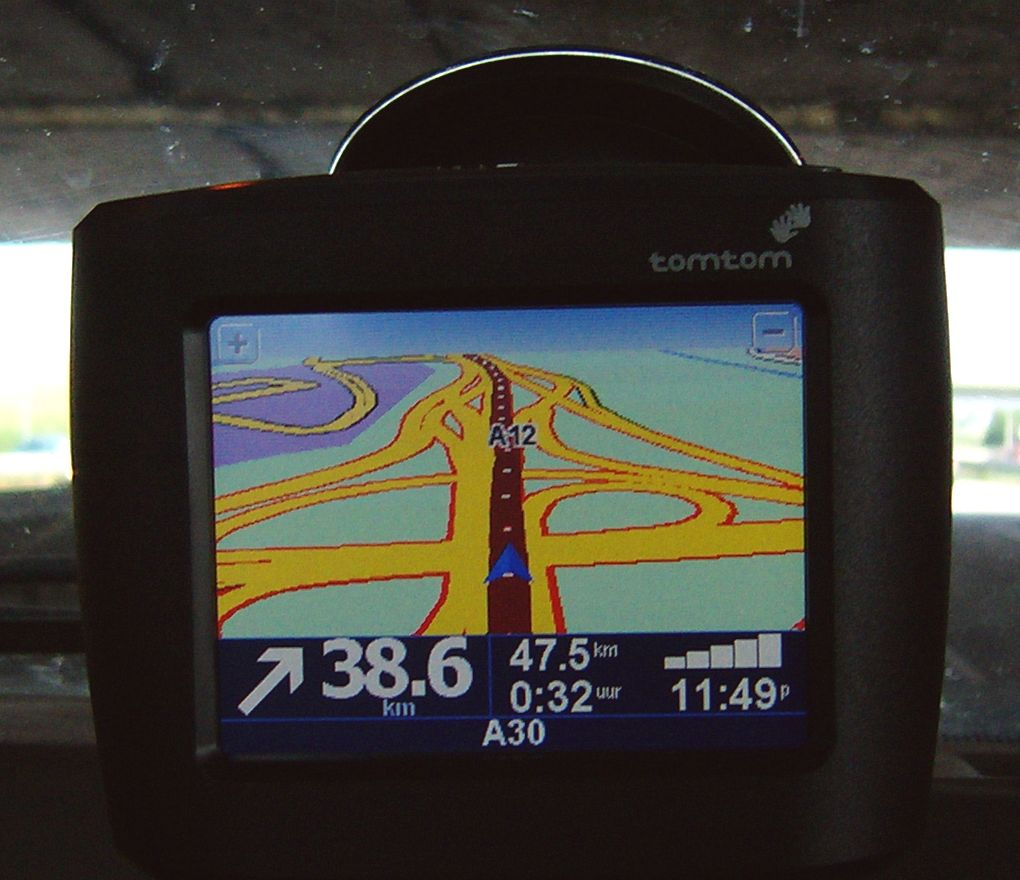
TomTom ONE

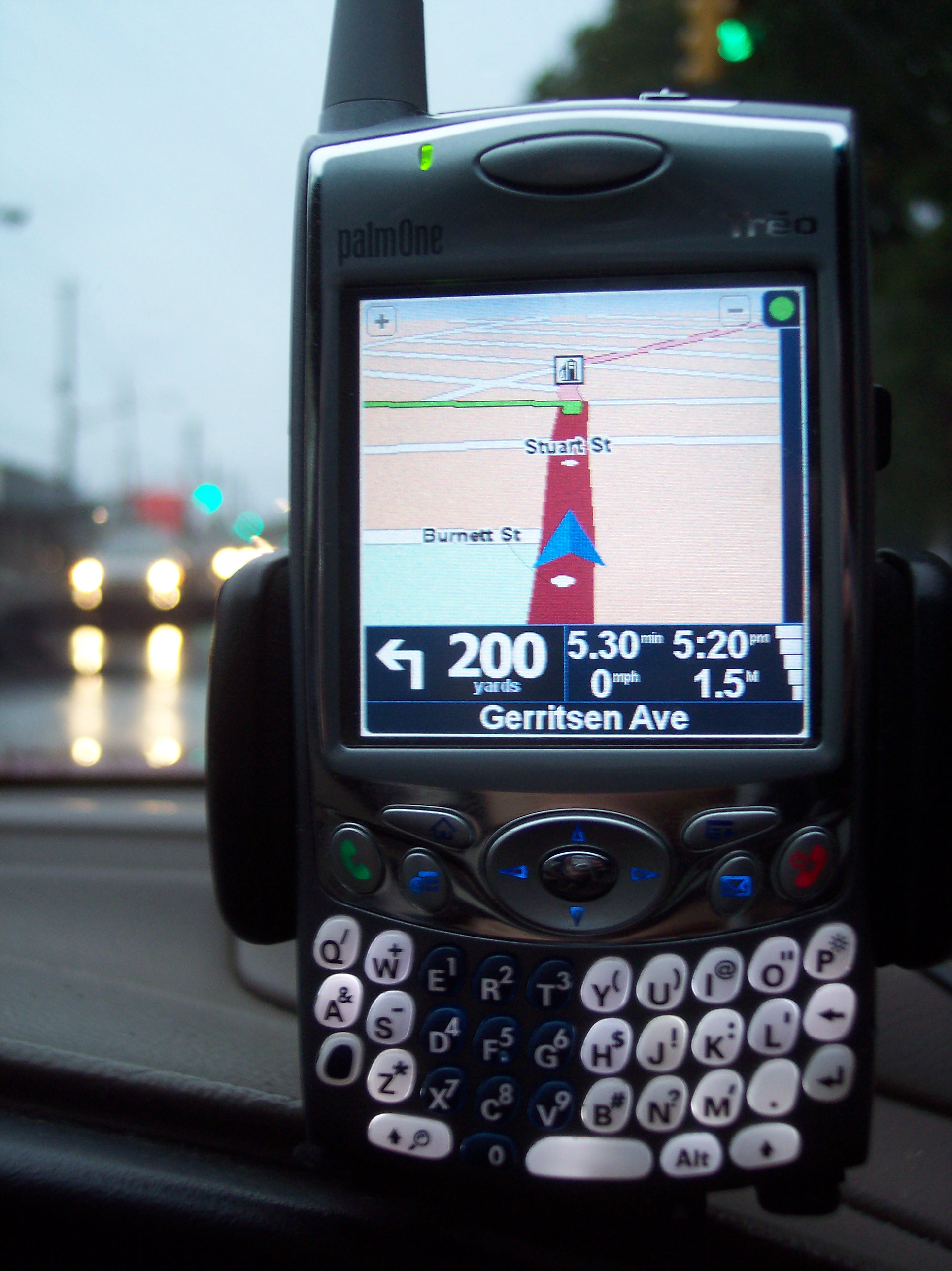
TomTom Navigator 6 Treo 650 készüléken

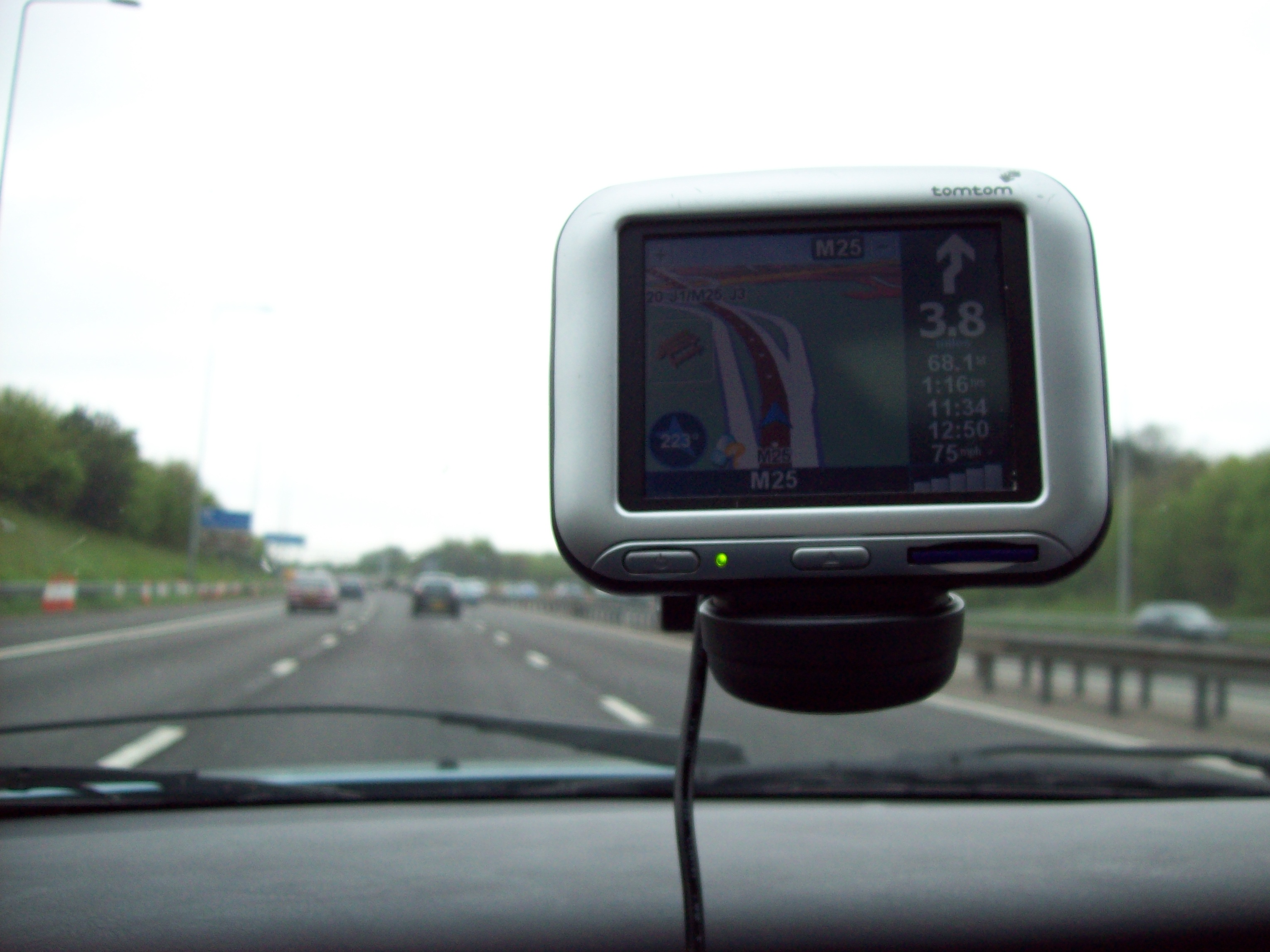
TomTom Go 500

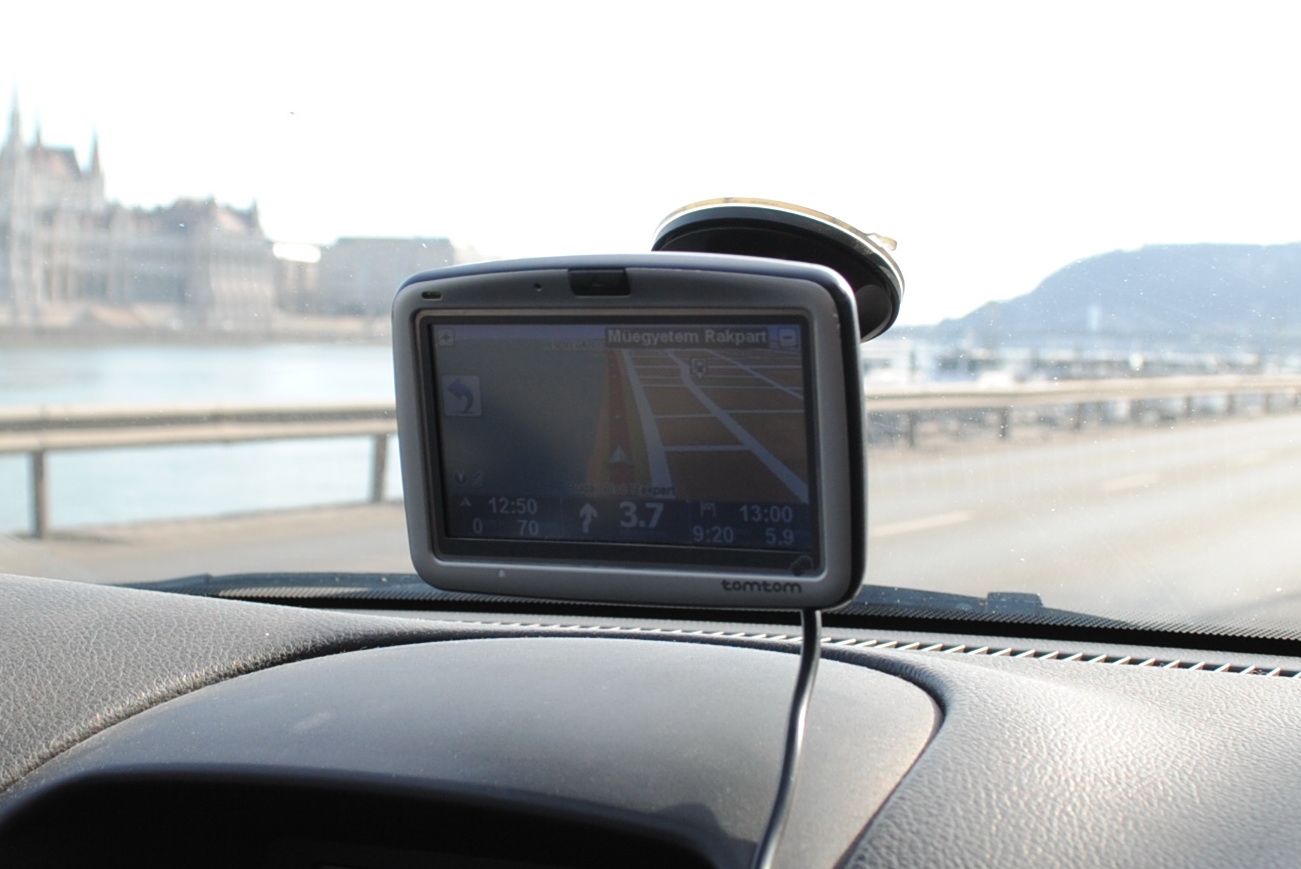
TomTom Go 710

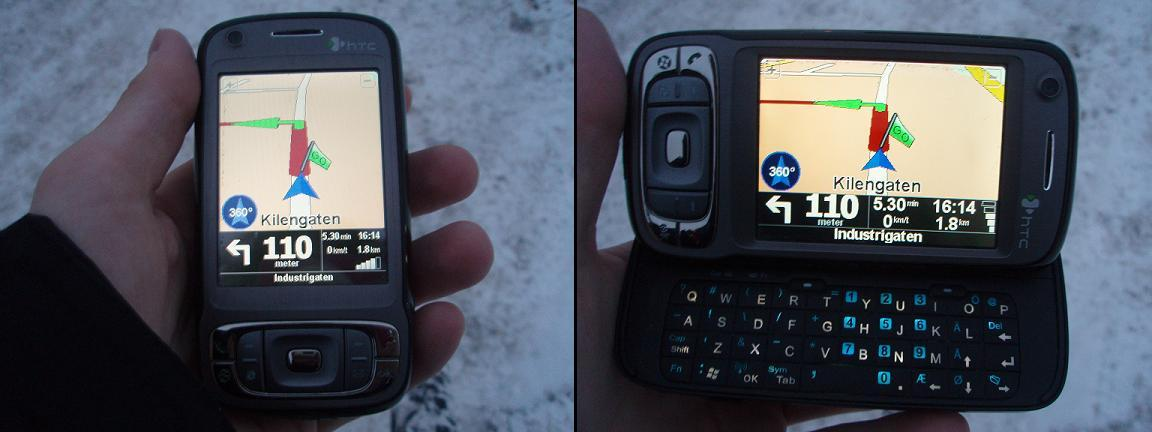
TomTom Navigator 7 HTC TyTN II készüléken

A TomTom egy holland autós navigációs rendszer gyártó cég, ide értve a stand-alone egységeket és a segédeszközök, mobiltelefonok szoftverét. Ez Európa vezető navigációs rendszerének gyártója. A TomTom ügyfélszolgálata Amszterdamban, Hollandiában található. A TomTom egy 1991-ben Peter-Frans Pauwels és Pieter Geelen által alapított követő Palmtop szoftver volt.
2008-ban a TomTom megvásárolta a Tele Atlast, a digitális térképész céget 2,9 milliárd euróért.

## Története
A céget 1991-ben alapították és 1996-ig b2b alkalmazásokat fejlesztett, mint mérőeszközöket és vonalkód olvasókat. A cég később a fogyasztói piac PDA szoftverére fókuszált. A korai térkép-szoftverben EnRoute és várostérképek voltak.
A cég első navigációs termékét, a TomTom Navigatort 2002-ben adta ki Windows CE-alapú PDA-val, autós tartóval és GPS vevővel csomagolva.
A Navigator 2. verziója 2003-ban követte elődjét.
A TomTom Navigator 3 for Windows CE 2004 márciusában került piacra. Ez live Traffic adatokat is kapott (rendelhető előfizetéses szolgáltatás), ami a telefon/PDA adatkapcsolatát használta a forgalmi információk frissítésére.
2004 januárjában jelent meg az első kiadású TomTom NavCore termék, TomTom Navigator Palm operációs rendszerre. A NavCore egy cross-platform navigációs motor, még mindig használatos a forgalomban lévő termékekben. Az első all-in-one eszközük, a TomTom Go, 2004 márciusában került piacra és NavCore-on (v. 4.1) alapult. Ebben 3.5" 320x240 képernyő, 200 MHz CPU, 32MB RAM és integrált SD kártyaolvasó volt. Ez az all-in-one lényegesen alacsonyabb költségű versenyképes megoldás (ára az Egyesült Királyságban 499 font volt),), és az év végére ez adta a cég bevételének 60%-át. A Navigator 3-hoz képest még egyes NavCore funkciók hiányoztak belőle.
A NavCore alapú TomTom Mobile (nem érintőképernyős Windows CE eszközökhöz) 2004 harmadik negyedében került piacra.
A NavCore 5 2005 márciusában lett kiadva, egyesítve a TomTom szolgáltatásokat és kódbázist. NavCore 5-ös terméke a következők voltak: Navigator 5 for Windows CE és PalmOS, TomTom Mobile 5, és a frissített GO modellek, a 300, 500 és 700.
Az 5-ös kiadáshoz, a Traffic előfizetéses szolgáltatás kibővült és a 'TomTom Plus' nevet kapta, melyhez időjárási információkkal és letölthető új hangokkal és tartalmakkal bővült.
Az összes új GO modell Bluetooth-val felszerelt, amivel a TomTom Plus szolgáltatás a mobiltelefonra tud kapcsolódni. Az 500 és 700 mobil-kihangosítót, gyorsabb processzort, bővített térképet és kapacitást kapott.
A TomTom bővítette a NavCore 5 eszközei körét a (motoros felhasználók számára készült) strapabíró Rider-rel, és a ONE csomaggal 2005 végén. Mindkét eszköz SirfStar III GPS chip-készlettel felszerelt, a korábbi eszközöknél radikálisan jobb GPS vételért. A ONE jelentősen vékonyabb a korábbi GO eszközöknél bár ezzel az akkumulátor élettartama is csökkent.
A NavCore 6 2006 áprilisában lett kiadva, a GO 510, 710 és 910 eszközökkel. A 910 funkciói meghaladták a x00 szériáét az MP3 lejátszóval és a text-to-speech utcanevekkel, míg az összes felszerelt Bluetooth kihangosítóval, új RDS-TMC forgalmi támogatással és 4 colos képernyővel. Az 510 és 710 SD kártyán tárolja a térképeket, míg a 910 egy 20GB merevlemezzel felszerelt. TomTom HOME szoftver először a x10 szériát kísérte ami TomTom eszközöket menedzseli PC-ről.
A 2006 nyarán az 5-ös sorozatú eszközökhöz kiadott NavCore 6 szoftver már frissítésre is képes volt, míg a Navigator felhasználóknak erre 2006 augusztusáig kellett várni. Ez jelzi a PDA navigációs szoftver rendkívüli érzékenységét a kalózkodásra és már nem részesítette előnyben a TomTom. A Navigator felhasználók nem kaptak text-to-speech funkciót, ezt csak a 910 felhasználókra korlátozták.
2006 szeptemberében jelent meg a frissített NavCore 6 alapú ONE. Egy frissített RIDER jelent meg 2007 májusában, emellett egy 4.3 colos széles képernyős ONE XL. Eltekintve a nagyobb képernyőtől, kapott egy RDS-TMC vevőt a meglevő ONE kínálata. A legfőbb különbség a ONE XL és a GO 510 és 710 között, hogy a ONE XL-ből hiányzik a telefonos kihangosítás képessége de a kicsivel nagyobb képernyő mögött lassabb processzor, kevesebb alaptartozéka és alacsonyabb ára van.
A NavCore 7 verzió először a GO x20 sorozatban tűnt fel 2007 harmadik negyedében. A x20 sorozat vezette be a 4.3 colos ONE XL képernyőjét a GO családba és kapott beépített flash tárhelyet az SD kártyaolvasó mellett. A 7 verzióban új funkciók a Map Share (mely lehetővé teszi a vezetőknek, hogy tájékoztassa a TomTomot a lezárt utakról és ezt a többi vezetővel is megossza) és a beszédfelismerés. Ezen kívül az összes x20 modellben FM adó és MP3 lejátszó is van. A kiadott modellek az 520 és 720, míg a 920 2007 végén került kiadásra fejlesztett pozicionálási technológiával (Enhanced Positioning Technology) kiegészítve, amely megbecsüli a jármű helyzetét a vételi tartományon kívül mint pl. alagutakban. A Text-to-speech a sorozat alapfelszerelése volt.
A Navcore 7 alapú ONE harmadik kiadásából el lett távolítva a Bluetooth és a forgalmi információkra támaszkodó TomTom PLUS. Van benne Map Share de hiányzik belőle a text-to-speech és a beszédfelismerés. A ONE XL HD Traffic, integrált Vodafone GSM SIM kártyával és internet-kapcsolatú 'HD Traffic' adatokkal, és a ONE XL-S, benne text-to-speech, lettek kiadva 2007 végén. Ezen túl NavCore 7 került kiadásra az összes korábbi TomTom all-in-one eszközhöz (mely hozzáférhető volt új, kompatibilis térkép vásárlása esetén).
Egyes HTC Touch Diamond telefon verziókat TomTom Navigator 7-tel adtak ki 2008 májusától. A TomTom ekkor még azt nyilatkozta, hogy nem készítenének stand-alone kiadásút a szoftverükből, de 2009-ben ez a politikájuk megfordult és a Navigator 7 általános eladásra is elérhetővé vált. A Navigator 7 nem támogatja a text-to-speech és a szövegfelismerő funkciót. TomTom nem készített további Navigator verziókat.
A TomTom kiadta a NavCore 8-alapú GO x30 sorozatot 2008 áprilisában. Az új szoftver funkciója az IQ Routes (mely alapja az utak feljegyzett átlagos sebességei és nem a megengedett legnagyobb sebességek), és az Advanced Lane Guidance (egy képes sávválasztási segédlet). Mint az x20 sorozatban is, a 930 is tartalmazza a fejlesztett pozicionálási technológiát. GSM HD Traffic vevőt kapott szivargyújtó-csatlakozóval a GO sorozat.
Még mindig NavCore 7 alapú, frissített ONE és XL modellek kerültek kiadásra 2008 májusában, jobb hangszórókkal.
2008 júniusában NavCore 8 frissítések kerültek kiadásra a NavCore 7-es eszközökhöz, beleértve a ONE 3 és 4 verziókhoz, (csak) a x20 felhasználóknak IQ Routes és Advanced Lane Guidance funkciókkal, új térkép vásárlása esetén.
A GO x40 sorozat 2008 őszén került kiadásra NavCore 8.2-vel. A x40 sorozat a 'LIVE' márkát kapta beépített GSM SIM kártyával a kapcsolódó tulajdonságokkal, mint a HD Traffic, Google Local search, valós idejű radar-információ frissítéssel és legolcsóbb üzemanyagkút kereséssel. Ezen kívül az IQ Routes időérzékenységgel készült, így a sebességadatok időpontokkal kerülnek elmentésre. x20 és x30 felhasználók egy ingyenes frissítést, feltéve, ha egy új térképet vásárolt, mely támogatja az új IQ Routes 24/7 funkciót.
A GO család frissítésére 2009 szeptemberében került újra sor az 550, 750 és 950 LIVE NavCore 9-cel. A x40 sorozattal összehasonlítva viszonylag kicsi a változás, sőt az MP3 lejátszót és az FM adót is kivették a 950-ből.
A TomTom kiadott több különböző alsó kategóriás modellt, köztük egy 5 colos XXL, felszerelve számos funkcióval a GO x40 és x50-ből, beleértve a LIVE, IQ Routes és Advanced Lane Guidance-t. Mindegyikből hiányzik a (micro)SD slot, csak maximum 2GB belső tárhelyre korlátozódnak, a Bluetooth kihangosító és a hangvezérlés.
TomTom Business Solutions a business-to-business divíziója a TomTomnak és 2005 óta működik. A TomTom Group ezen szárnya a telematikára specializálódott; nyújtva járműkövetést, navigációt, kétirányú kommunikációt, munka-ütemezést és a szervezetek képességjelentését. 2015-ben szolgáltatásuk már 605,000 eszközben működött világszerte.

### A Tele Atlas megvásárlása
2007. július 23-án a TomTom tett egy 2 milliárd eurós ajánlatot a Tele Atlasra, egy digitális térképész cégre amit a Tele Atlas tanácsa el is fogadott. Ezt aztán megütötte egy 2,3 milliárdos ajánlattal riválisa, a Garmin a Kajmán-szigetekről 2007 október 31-én, elindítva a licitháborút a Tele Atlas-ért. A TomTom válaszként megemelte tétjét 2,9 milliárdra, melyet a Tele Atlas tanácsa ismét elfogadott. Várható volt a Garmintól egy újabb tét. A Tele Atlas fő rivális Navteq-re a Nokia tett vételi ajánlatot azzal a kikötéssel, hogy nem kívánja, hogy mindkét céget a riválisok kaparintsák meg. Azonban a vétel után tartalmi megállapodást kötött a Navteq-kel 2015-ig és a Garmin cég visszavonta vételi ajánlatát szabad utat engedve a TomTomnak. 2007. december 4-én a TomTom részvényesek jóváhagyták a vételt.

### Szabadalomsértési per
2009 februárjában a Microsoft megvádolta szabadalomsértéssel a TomTom-ot állítva, hogy az eszközgyártó megsérti a Microsoft FAT32 fájlrendszer szabadalmát. Mivel néhány TomTom termék Linuxon alapul, először történt, hogy a Microsoft megpróbálta a szabadalmát a Linux platformmal szemben érvényesíteni. Március 19-én a TomTom ellenkeresetet nyújtott be a Microsoft ellen, aki megsérti a 3. szabadalmát.
A két fél bejelentette, hogy 2009. március 30-án peren kívül megegyeztek. A TomTom fizetett a Microsoftnak egy meg nem nevezett összeget és csökkenti termékeinek funkcionalitását, míg a Microsoftnak nem kellett fizetnie a TomTom szabadalomért.
Ezt követően a TomTom inkább eredeti, úgynevezett ext2 Linux fájlrendszereket használ a szabadalommal védett, régebbi FAT32 helyett.
A nyílt forráskód evangélista Jeremy Allison szerint más gyártókat, akik Linuxot és FAT32-t használnak, nem perelhet a Microsoft bizonyos titkos kereszt-licenc megállapodások miatt, mivel az ilyen titkos záradékokat tiltja a GNU általános nyilvános licenc.

## Termékek
A TomTom háromféle terméket kínál: navigációs eszközöket, műszerfalba épített navigációs és gépjármű irányítási rendszereket és mobil eszközökre telepíthető navigációs szoftvert. A műszerfalba épített rendszereket a gépjárműipari piacon értékesítik. A navigációs eszközöket és a szoftveres hordozható eszközöket nevezik egységeknek. A TomTom Business Solutions termékek kínálnak telematikai szolgáltatásokat a flottamenedzsmenthez, megcélozva az üzleti piacot. Ezek közül a legutolsó a GO 9000 amely telematikai szolgáltatásokat nyújt a TomTom GPS-nagyságú hordozható készülékben.
A TomTom egységek egy repülő interfészt kínálnak egy ferde madártávlati képpel az útról, valamint a térkép közvetlen felülnézetét. A pontos helymeghatározáshoz GPS vevőt használnak, kínálnak vizuális és szóbeli utasításokat a kiválasztott helyre navigálva. Egyes TomTom rendszerek Mobiltelefonokkal is integráltak és használnak Bluetooth-t, valós forgalmi adatokat vagy végeznek tényleges telefonhívásokat és hangosan olvasnak SMS-üzeneteket.
A legtöbb esetben a különböző modellek közötti különbség a szoftver szinten van. A hardver (legalábbis a készülék belsejében) viszonylag hasonló az összes sorozatban, egyes funkciókat kivéve, mint az FM adó, Bluetooth, telefon kihangosító (szükséges mikrofon) és a fejlesztett pozicionálási technológia (belső mozgásérzékelőkkel megoldva).
Mivel a korlátozás többnyire szoftver alapú, néhányan az alsó kategóriás hardvert felső kategóriás szoftverrel tudják frissíteni (mint pl. a ONE XL vagy GO 510), és jutnak az újabb sorozatok több funkciójához.
A TomTom általános szlogenje "az okos választás a személyes navigációban" ("the smart choice in personal navigation"). Az Egyesült Államokban és Kanadában jelenleg a "Közlekedj magabiztosan"-t ("Go confidently") használják. Az Egyesült Királyság-beli szlogen "Találd meg az utad könnyen" ("Find your way the easy way"). Egy korábbi Egyesült Államok-beli szlogen "A legjobb GPS a világon" ("The number one-one GPS-S in the world-world") volt.

### TomTom GO
A TomTom GO egy all-in-one GPS navigációs eszköz. Van benne érintő képernyő, hangszóró, USB port, belső Lítiumion-akkumulátor, és TomTom HOME szoftverrel került piacra. Ez módosítja, szinkronizálja, és frissíti adatait windowsos vagy Mac-es számítógépeken futó TomTom HOME szoftverrel USB kábellel csatlakoztatva. A legtöbb modellnek (és az összes új modellnek) van Bluetooth adó-vevője amely lehetővé teszi a kapcsolatot az okostelefonnal. Ez lehetővé teszi hívások kezdeményezését és fogadását. A Bluetooth-val felszerelt modellek képesek fogadni forgalmi adatokat (használva a TMC-t, mint a TomTom Go Live 1000-nél is) és időjárási adatok frissítését használva a TomTom Plus szolgáltatását a telefonokon a Dial-up Networking (DUN) adatszolgáltatást.

### TomTom ONE és ONE XL
A TomTom One az autós navigációs rendszer alapmodellje. A különbség a TomTom One XL és a TomTom One között az érintő képernyő mérete (4.3"/110 mm és 3.5"/89 mm). Semelyik One modell nem tartalmaz olyan hozzáadott funkciókat, melyeket a Go modellek, mint pl. a Bluetooth kihangosító és az MP3 lejátszó. Ugyanakkor a One képes fogadni forgalmi és időjárási adatokat a TomTom Plus szolgáltatást használva ha párosítva van mobiltelefonnal Bluetooth-on keresztül egy DUN adatszolgáltatással. A csökkentett szoftveres adottság kisebb hardverigényt jelent, ezért a One-t a Go-nál lényegesen alacsonyabb áron kínálhatják.
Az XL modellből elérhető Live verzió is integrált LIVE szolgáltatásokkal.

### TomTom RIDER
Hordozható vízálló modellek motorkerékpárosok és robogósok részére.

### TomTom NAVIGATOR
A TomTom Navigator egy GPS navigációs szoftver PDA-hoz, Palm eszközökhöz, Pocket PC-hez, és néhány okostelefonhoz. A TomTom Navigator 6 felváltotta a korábbi TomTom Mobile 5.2-t. Ez kezeli a beépített vagy a külső GPS vevőt is (pl. Bluetooth-kapcsolattal).
A Navigator 7 a szoftver legfrissebb kiadása, mely a HTC Touch Diamond külön szoftvereként került piacra 2008 júniusában. A gyakran használt funkciókat ki is lehet tenni a program főképernyőjét, lehet jelenteni és megosztani másokkal térképjavításokat.
A Navigator támogatja az érintőképernyős és kurzor használatával az érintőképernyő nélküli eszközöket. A szoftver kapható SD kártyán és DVD-n. Ez több – a TomTom weblapján felsorolt – eszközön is futtatható, de fut több Windows Mobile operációs rendszerű fel nem sorolt eszközön is.
A DVD verzió a DVD-n kívül tartalmaz egy nyomtatott 15 karakteres termékkódot, útmutatót, licencszerződést, egy posztert a telepítési eljárás diagramjával és egy reklámot a kapcsolódó TomTom PLUS szolgáltatáshoz. A DVD tartalmazza a TomTom Home telepítő szoftvert, programot a mobil eszközökhöz, licenceket, kézikönyveket, térképeket és hangokat.

## TomTom navigációs eszközök
| Termék                    | Kiadva           | GPS chip-készlet                   | CPU           | RAM    | Belső memória       | Memória kártya-hely | Képernyő                              | Bluetooth                 | TMC kapcsolat | FM adó | Egyéb                          |
| ------------------------- | ---------------- | ---------------------------------- | ------------- | ------ | ------------------- | ------------------- | ------------------------------------- | ------------------------- | ------------- | ------ | ------------------------------ |
| GO                        | 2004. május      | SiRFstarII                         | 200 MHz       | 32 MB  | nincs               | SD / MMC            | 3.5" 4:3 320 × 240 pixel 4,096 szín   | nincs                     | nincs         | nincs  |                                |
| GO 300                    | 2005. március    | SiRFstarII                         | 200 MHz       | 32 MB  | nincs               | SD / MMC            | 3.5" 4:3 320 × 240 pixel 4,096 szín   | van                       | nincs         | nincs  |                                |
| GO 500                    | 2005. március    | SiRFstarII                         | 400 MHz       | 32 MB  | nincs               | SD / MMC            | 3.5" 4:3 320 × 240 pixel 4,096 szín   | van                       | nincs         | nincs  |                                |
| GO 700                    | 2005. március    | SiRFstarII                         | 400 MHz       | 64 MB  | 2.5 GB hard drive   | nincs               | 3.5" 4:3 320 × 240 pixel 4,096 szín   | van                       | nincs         | nincs  |                                |
| Rider                     | 2005. október    | SiRFstarIII                        | 380 MHz       | 32 MB  | nincs               | SD                  | 3.5" 4:3 320 × 240 pixel              | van                       | van           | nincs  | időjárásálló                   |
| Rider2                    | 2006. május      | SiRFstarIII                        | 380 MHz       | 32 MB  | nincs               | SD                  | 3.5" 4:3 320 × 240 pixel              | van                       | van           | nincs  | időjárásálló                   |
| ONE V1                    | 2005. november   | SiRFstarIII                        | 380 MHz       | 32 MB  | nincs               | SD                  | 3.5" 4:3 320 × 240 pixel              | van                       | van(USB)      | nincs  |                                |
| GO 510                    | 2006. április    | SiRFstarIII                        | 400 MHz       | 64 MB  | nincs               | SD / MMC            | 4.0" 16:9 480 × 272 pixel 64,000 szín | van                       | van           | nincs  |                                |
| GO 710                    | 2006. április    | SiRFstarIII                        | 400 MHz       | 64 MB  | nincs               | SD / MMC            | 4.0" 16:9 480 × 272 pixel 64,000 szín | van                       | van           | nincs  | Voice input, MP3               |
| GO 910                    | 2006. április    | SiRFstarIII                        | 400 MHz       | 64 MB  | 20 GB hard drive    | nincs               | 4.0" 16:9 480 × 272 pixel 64,000 szín | van                       | van           | nincs  | Voice input, MP3               |
| ONE V2                    | 2006. szeptember | SiRFstarIII                        | 266 MHz       | 32 MB  | nincs, 512 MB, 1 GB | SD / MMC            | 3.5" 4:3 320 × 240 pixel 64,000 szín  | van                       | van           | nincs  |                                |
| ONE XL                    | 2007. május      | Global Hammerhead v1               | 266 MHz       | 32 MB  | nincs, 512 MB, 1 GB | SD / MMC            | 4.3" 16:9 480 × 272 pixel             | van (nem mobiltelefonhoz) | van           | nincs  |                                |
| GO 520                    | 2007. augusztus  | SiRFstarIII                        | 400 MHz       | 64 MB  | 512 MB, 1 GB        | SDHC / MMC          | 4.3" 16:9 480 × 272 pixel             | van                       | van           | van    |                                |
| GO 720                    | 2007. augusztus  | SiRFstarIII                        | 400 MHz       | 64 MB  | 2 GB                | SDHC / MMC          | 4.3" 16:9 480 × 272 pixel 64,000 szín | van                       | van           | van    | Voice input, MP3               |
| GO 920                    | 2007. október    | SiRFstarIII                        | 400 MHz       | 64 MB  | 4 GB                | SDHC / MMC          | 4.3" 16:9 480 × 272 pixel 64,000 szín | van                       | van           | van    | Voice input, MP3, EPT          |
| ONE Third Edition         | 2007. szeptember | Global Hammerhead v1               | 266 MHz       | 32 MB  | 512 MB, 1 GB        | nincs               | 3.5" 320 × 240 pixel 64,000 szín      | nincs                     | van           | nincs  |                                |
| ONE XL HDT                | 2007. november   | Global Hammerhead v1               | 266 MHz       | 32 MB  | 1GB                 | SD / MMC            | 4.3" 16:9 480 × 272 pixel             | nincs                     | van           | nincs  |                                |
| ONE XL-S                  | 2007. november   | Global Hammerhead v1               | 266 MHz       | 64 MB  | 1GB                 | SD / MMC            | 4.3" 16:9 480 × 272 pixel             | van (nem mobiltelefonhoz) | van           | nincs  |                                |
| GO 530                    | 2008. április    | SiRFstarIII                        | 400 MHz       | 64 MB  | 1 GB, 2 GB          | SDHC / MMC          | 4.3" 16:9 480 × 272 pixel             | van                       | van           | van    | Voice input, MP3               |
| GO 630                    | 2008. október    | SiRFstarIII                        | 400 MHz       | 64 MB  | 2 GB                | SDHC / MMC          | 4.3" 16:9 480 × 272 pixel             | van                       | van           | van    | Voice input                    |
| GO 730                    | 2008. április    | SiRFstarIII                        | 400 MHz       | 64 MB  | 1 GB, 2 GB, 4 GB    | SDHC / MMC          | 4.3" 16:9 480 × 272 pixel             | van                       | van           | van    | Voice input, MP3               |
| GO 930                    | 2008. április    | SiRFstarIII                        | 400 MHz       | 64 MB  | 4 GB                | SDHC / MMC          | 4.3" 16:9 480 × 272 pixel             | van                       | van           | van    | Voice input, MP3, EPT          |
| ONE V4                    | 2008. május      | Global Hammerhead v1               | 266 MHz       | 32 MB  | 512 MB, 1 GB, 2 GB  | nincs               | 3.5" 4:3 320 × 240 pixel 64,000 szín  | nincs                     | van(USB)      | nincs  |                                |
| XL                        | 2008. május      | Global Hammerhead v1               | 266 MHz       | 32 MB  | 512 MB, 1 GB, 2 GB  | nincs               | 4.3" 16:9 480 × 272 pixel             | nincs                     | van(USB)      | nincs  |                                |
| GO 540 LIVE               | 2008. október    | Broadcom BCM4750                   | 400 MHz       | 64 MB  | 1 GB ,2 GB          | microSD             | 4.3" 16:9 480 × 272 pixel             | van                       | van(USB)      | nincs  | Voice input                    |
| GO 740 LIVE               | 2008. október    | Broadcom BCM4750                   | 400 MHz       | 64 MB  | 1 GB, 2 GB, 4 GB    | microSD             | 4.3" 16:9 480 × 272 pixel             | van                       | van(USB)      | nincs  | Voice input                    |
| GO 940 LIVE               | 2008. október    | Broadcom BCM4750                   | 400 MHz       | 64 MB  | 2 GB, 4 GB, 8 GB    | microSD             | 4.3" 16:9 480 × 272 pixel             | van                       | van(USB)      | van    | Voice input, MP3, EPT          |
| ONE IQ Routes Edition     | 2009. április    | Broadcom BCM4750                   | 266 MHz       | 64 MB  | 2 GB                | nincs               | 3.5" 4:3 320 × 240 pixel 64,000 szín  | nincs                     | van(USB)      | nincs  |                                |
| ONE 140                   | 2009. július     | Global Hammerhead v1               | 266 MHz       | 32 MB  | 512 MB, 1 GB, 2 GB  | nincs               | 3.5" 4:3 320 × 240 pixel 64,000 szín  | nincs                     | van(USB)      | nincs  |                                |
| ONE XL340                 | 2009. augusztus  | Global Hammerhead v1               | 266 MHz       | 32 MB  | 512 MB, 1 GB, 2 GB  | nincs               | 4.3" 16:9 480 × 272 pixel 64,000 szín | nincs                     | van(USB)      | nincs  |                                |
| XL IQ Routes Edition      | 2009. április    | Broadcom BCM4750                   | 266 MHz       | 64 MB  | 2 GB                | nincs               | 4.3" 16:9 480 × 272 pixel 64,000 szín | nincs                     | van(USB)      | nincs  |                                |
| XXL530S                   | 2009. szeptember | SiRFstarIV                         | 266 MHz       | 64 MB  | 2 GB                | nincs               | 5" 16:9 480 × 272 pixel 64,000 szín   | nincs                     | van(USB)      | nincs  | Text-to-speech                 |
| XXL540S                   | 2009. november   | Broadcom BCM4750                   | 266 MHz       | 64 MB  | 2 GB                | nincs               | 5" 16:9 480 × 272 pixel 64,000 szín   | nincs                     | van(USB)      | nincs  |                                |
| GO 550 LIVE               | 2009. szeptember | Broadcom BCM4750                   | 400 MHz       | 64 MB  | 1 GB                | microSD             | 4.3" 16:9 480 × 272 pixel             | van                       | van(USB)      | nincs  | Voice input                    |
| GO 750 LIVE               | 2009. szeptember | Broadcom BCM4750                   | 400 MHz       | 64 MB  | 2 GB                | microSD             | 4.3" 16:9 480 × 272 pixel             | van                       | van(USB)      | nincs  | Voice input                    |
| GO 950 LIVE               | 2009. szeptember | Broadcom BCM4750                   | 400 MHz       | 64 MB  | 4 GB                | microSD             | 4.3" 16:9 480 × 272 pixel             | van                       | van(USB)      | nincs  | Voice input, EPT               |
| GO 1000 LIVE              | 2010. szeptember | Broadcom GoGPS BARRACUDA           | 500 MHz ARM11 | 128 MB | 4 GB                | nincs               | 4.3" 16:9 480 × 272 pixel             | van                       | van(USB)      | nincs  | Text-to-speech, Voice input    |
| GO 1005 LIVE V1           | 2010. november   | Broadcom GoGPS BARRACUDA           | 500 MHz ARM11 | 128 MB | 4 GB                | nincs               | 5" 16:9 480 × 272 pixel               | van                       | van(USB)      | nincs  | Text-to-speech, Voice input    |
| GO 1005 LIVE V2           | 2011             | Broadcom GoGPS BARRACUDA           | 500 MHz ARM11 | 128 MB | 8 GB                | microSD             | 5" 16:9 480 × 272 pixel               | van                       | van(USB)      | nincs  | Text-to-speech, Voice input    |
| GO 1015 LIVE              | 2011. november   | Broadcom GoGPS BARRACUDA           | ?             | 128 MB | 8 GB                | microSD             | 5" 16:9 480 × 272 pixels              | van                       | van(USB)      | nincs  | Text-to-speech, Voice input    |
| XL IQ Routes Edition 2    | 2010. április    | Broadcom's Global Locate 2 BCM4750 | 266 MHz       | 64 MB  | 2 GB                | nincs               | 4.3" 16:9 480 × 272 pixel 64,000 szín | nincs                     | van(USB)      | nincs  | Text-to-speech                 |
| Urban Rider               | 2010. július     | Broadcom's Global Locate 2 BCM4750 | 380 MHz       | 32 MB  | 2 GB                | nincs               | 3.5" 4:3 320 × 240 pixel              | van                       | nincs         | nincs  | időjárásálló                   |
| Start                     | 2009. december   | Broadcom's Global Locate 2 BCM4750 | 266 MHz       | 32 MB  | 2 GB                | nincs               | 3.5" 4:3 320 × 240 pixel 64,000 szín  | nincs                     | nincs         | nincs  |                                |
| Start2                    | 2010. április    | Broadcom's Global Locate 2 BCM4750 | 266 MHz       | 64 MB  | 2 GB                | nincs               | 3.5" 4:3 320 × 240 pixel 64,000 szín  | nincs                     | van(USB)      | nincs  | Black or white, Text-to-speech |
| Via 110                   | 2010. november   | Broadcom GoGPS BARRACUDA           | 500 MHz       | 128 MB | 2 GB                | nincs               | 4.3" 16:9 480 × 272 pixel 64,000 szín | nincs                     | van(USB)      | nincs  | Text-to-speech                 |
| Via 120                   | 2010. november   | Broadcom GoGPS BARRACUDA           | 500 MHz       | 128 MB | 4 GB                | microSD             | 4.3" 16:9 480 × 272 pixel 64,000 szín | van                       | van(USB)      | nincs  | Text-to-speech                 |
| Via 125                   | 2010. november   | Broadcom GoGPS BARRACUDA           | 500 MHz       | 128 MB | 4 GB                | nincs               | 5" 16:9 480 × 272 pixel 64,000 szín   | van                       | van(USB)      | nincs  | Text-to-speech                 |
| TomTom App for iPhone     | 2009. augusztus  | GPS-támogató chip az iPhone-ban    | N/A           | N/A    | N/A                 | N/A                 | N/A                                   | N/A                       | N/A           | nincs  | Voice Input                    |
| TomTom Car Kit For iPhone | 2009. október    | SiRFstarIII                        | N/A           | N/A    | N/A                 | N/A                 | N/A                                   | N/A                       | N/A           | nincs  | Voice Input                    |

SD       Secure Digital (max. 2 GB)
SDHC     Secure Digital High Capacity (4-32 GB)
Micro-SD Micro Secure Digital High Capacity (max. 32 GB)

## TomTom HOME és MyDrive Connect
TomTom HOME egy 32 bites számítógépes alkalmazás, amely lehetővé teszi a mobil eszközök szinkronizálását, frissítését. Kompatibilis Mac 10.3 vagy újabb és Windows ME/2000/XP/Vista/7. A telepítés után a szoftver automatikusan frissül. Ezután lehetőségünk van egy eszközt csatlakoztatni és a szoftvert aktiválni. Vigyázni kell, mivel a szoftver egy e-mail címhez csak egy eszközt enged társítani és csak hat havonta lehet a társított eszközt cserélni. A TomTom HOME 2.0 és újabb verziók Xulrunner platformon készült. A 2.2 verzióval a TomTom HOME kapott egy tartalom megosztó platformot, amivel a felhasználók tartalmakat tudnak le- és feltölteni, eszközeiket egyénivé tenni pl. hangokkal, kezdő képpel, POI (érdekes pont) készletekkel, stb.
Annak ellenére, hogy a kereszt-platformos Xulrunneren alapul, a TomTom Home jelenleg nem támogatja a Linuxot
Ugyanakkor az eszközöket továbbra is kezeli Linux operációs rendszer, mint meghajtót. Van még egy közösség által készített szoftver pár TomTom funkció kezelésére.
A NAV3 és NAV4 sorozat modelljei a MyDrive Connectet használják. A MyDrive Connect kompatibilis a 32 és 64 bites Windows XP/Vista/7/8/8.1/10 és Mac-es operációs rendszerekkel. A belső memória tartalmához biztonsági okokból már nem lehet USB-n keresztül hozzáférni. Az eszköz USB-n keresztül HTTP protokollal tudja magát frissíteni.

## TomTom okostelefonokon
Többféle mobiltelefonon futó Navigációs szoftver fejlesztését is leállították. Az 5.2-es verzió óta nem fejlesztették a Navigatort és a Mobile 5.2 sem ismeri fel már a 6.60 verziónál újabb térképeket.

### TomTomiOSeszközökhöz
Egy iPhone verziót jelentettek be az Apple WWDC nyitó előadásán 2009 június elején, és adtak ki nemzetközi piacon 2009 augusztus 15-én az Apple App Store-ban, különböző térképekkel. A TomTom marketingért felelős elnökhelyettese adott erről felvilágosítást egy Macworld interjúban 2009 júliusában.
Jelenleg az alkalmazás fut iPhone (3G, 3GS, és 4 modelleken), és az iPod Touch (összes) modelljén, és létezik két külön TomTom autós szett is az egyes eszközökhöz.

### TomTom Android eszközökhöz
A korábbi androidos alkalmazást felváltó TomTom Go Mobile hasonló az iOS alkalmazáshoz. A TomTom 2015 márciusában dobta piacra a Tomtom Go Mobile-t "freemium" licencel, ami az első 75 kilométerig (50 mérföldig) havonta ingyenes, beleértve az összes elérhető térképpel, TomTom Trafic-kal és radar-információkkal.

## Szolgáltatások

### TomTom PLUS
A cég egy sor díj-alapú szolgáltatást nyújt TomTom PLUS néven, köztük sebességmérő radar-figyelmeztető szolgáltatás, időjárási adatok, hangok és forgalmi információk és figyelmeztetések. Ezek jelenleg csak európai országok számára vannak beárazva.
Forgalmi adatok egyaránt rendelkezésre állnak Európa sok részén és az Egyesült Államokban is Bluetooth-képes telefonokon keresztül interneten vagy kiegészítő antennával, amely képes (FM rádiófrekvencián sugárzott) RDS adatok vételére forgalmi információkat kínálva adatkapcsolat nélkül. A TomTom plus szolgáltatás nem kompatibilis Apple iPhone-nal.

### TomTom LIVE Szolgáltatások
A cég a 2008 októberében kiadott GO 940 LIVE eszközön nyújtott LIVE szolgáltatásokat. Ez azt jelenti, hogy a felhasználók az eszköz SIM kártyája segítségével kapnak frissítéseket. Ezek a szolgáltatások a HD Forgalom, Biztonsági figyelmeztetések, Google helyi keresés és az üzemanyag árak. A TomTom üzemanyag árinformációk Magyarországon jelenleg (2011) nem elérhetők.

### Map Share
A Map Share egy TomTom által 2007 júniusában szabadalmazott térkép-technológia. A Map Share lehetővé teszi a felhasználóknak a térképjavításokat az eszközükön és ezek megosztását másokkal.
A vezetők a térképeken jelezhetnek útlezárásokat vagy ezek feloldását, forgalom irányát változtathatják, utcanevet adhatnak és szerkeszthetnek, szerkeszthetnek vagy törölhetnek érdekes pontokat (POI).
A javítások megoszthatók másokkal. A számítógéphez csatlakoztatott eszközökkel a javítások napi rendszerességgel le- és feltölthetők. Ez a TomTom HOME szoftveren keresztül történik.
A felhasználók a javítások letöltésénél különböző szintű 'bizalom' közül választhatnak.
- csak a TomTom által készített vagy ellenőrzött javításokat,
- csak a megbízható forrásokból származó javításokat,
- vagy sok ember javítását fogadják.

A TomTom bejelentett egy OpenLR nevű nyílt forrású kódolási technikát, amely térkép-független adatformátumot teremtene.

### HD Traffic
Egy több forrású forgalom megfigyelési szolgáltatás, ami forgalmi információkat szolgáltat. A szolgáltatás a következő adatok kombinációjából áll:
- hagyományos források: Kormányzati/harmadik fél adataira, például utak indukciós hurkai, kamerák és a forgalmi felügyelet
- új források: 16.7 millió anonim mobiltelefon-használó forgalma[35]

Az információkat a TomTom egyesíti és algoritmusokkal javítja, szűri a rendellenességeket. A rendszer három percenként küld információkat az összes HD Traffic felhasználónak. A felhasználók a csatlakoztatott eszközön vagy speciális antennán keresztül kapják a szolgáltatást. A legtöbb eszköz automatikusan kapja a frissítéseket az utak zsúfoltságáról. Az átirányítás áttekinthetően beállítható, hogy csak egy hangjelzés jelezze a dugó miatti útvonal- és a várható utazási idő változását.
A rendszer először Hollandiában indult 2007-ben, 2008-ban az Egyesült Királyságban, Franciaországban, Németországban és Svájcban. 2011 közepétől már elérhető a TomTom live szolgáltatás a HD Forgalmi információkkal együtt az Egyesült Államokban, Dél Afrikában, Új Zélandon és a következő 17 európai országban: Ausztria, Belgium, Dánia, Finnország, Franciaország, Hollandia, Írország, Lengyelország, Luxemburg, Nagy-Britannia, Németország, Norvégia, Olaszország, Portugália, Spanyolország, Svájc és Svédország.

### IQ Routes
Az IQ Routes a TomTom fejlesztése és 2008 tavasz óta elérhető a TomTom GO 730 és 930 eszközök bevezetésével, a felhasználók által összegyűjtött anonim menetidő-adatokat használja. Az újabb készülékek a leggyorsabb útvonalak számításakor ezeket az adatokat használják a napot és időt is figyelembe véve.
A menetidő-adatok a Történelmi Sebesség Profilokban (Historical Speed Profiles) lettek tárolva, kisebb-nagyobb útszakaszokkal lefed teljes autópályákat, főutakat és mellékutakat. A Történelmi Sebesség Profilok a térképek részét képezi és minden kiadással frissítésre kerülnek. Segítségével betekintést nyerünk a valós forgalmi rendszerbe. Ez egy (mért menet-idő) tényeken alapuló útvonal tervező rendszer, eltérően más módszerektől, melyek sebesség-korlátozásokkal és 'feltételezett' sebességekkel számolnak.
2008 szeptemberében a x20 sorozatú modellekhez kiadott 8.10 verziójú térképfrissítés lett kiegészítve az IQ Routes tulajdonsággal. Az IQ Routes használatához a korábbi készülékeken a térkép frissítése mellett a szoftvert is legalább 8-as verzióra kell frissíteni a TomTom Home segítségével.

### Kiemelt pozicionálási technológia (Enhanced Positioning Technology)
Folyamatos navigációt kínál akkor is, ha a készülék nem tudja venni a műholdas jeleket (pl. alagútban vagy magas épületek között).

### Térképek
A TomTom termékek a Tele Atlas térképeit használják. A térkép-hibákat a Tele Atlas kezeli a bejelentő oldalán keresztül.

### Kiegészítő hangok
- Snoop Dogg
- Star Wars karakterek (Darth Vader, C-3PO, Yoda, Han Solo)
- Homer Simpson
- Mr. T
- Looney Tunes karakterek (Tapsi Hapsi, Yosemite Sam, Daffy Duck, Sylvester, Tweety és Pepe Le Pew)
- Chip és Dale – A Csipet Csapat
- Austin Powers
- Tony Blair
- George W. Bush
- KITT (a Knight Rider 1982-es tv-sorozatból)
- Brian Blessed (2010 októberből[42])

## Támogatás

### IndyCar
TomTom szponzorálta Dario Franchittit a 2009-es IndyCar Series szezon néhány futamán, aki a 2009 Iowa Corn Indy 250 futamot megnyerte a TomTom főtámogatásával.

### NASCAR
TomTom szponzorálta Martin Truex Jr.-t is az egyes számú Chevy Impalával a 2009-es Sprint Cup futamokon.

## Fordítás
- Ez a szócikk részben vagy egészben  a   TomTom című angol Wikipédia-szócikk fordításán alapul.  Az eredeti cikk szerkesztőit annak laptörténete sorolja fel. Ez a jelzés csupán a megfogalmazás eredetét és a szerzői jogokat jelzi, nem szolgál a cikkben szereplő információk forrásmegjelöléseként.